# 横浜DeNAベイスターズのタイトルホルダー
- 横浜DeNAベイスターズ > 横浜DeNAベイスターズのタイトルホルダー

横浜DeNAベイスターズのタイトルホルダー（よこはま ディー・エヌ・エー ベイスターズのタイトルホルダー）は、横浜DeNAベイスターズ及びその前身球団の選手が獲得していたタイトルの一覧である。

## 野手タイトル

### 首位打者
- フェリックス・ミヤーン (1979年)
- 長崎啓二 (1982年)
- ジム・パチョレック (1990年)
- 鈴木尚典 (1997年,1998年)
- ロバート・ローズ (1999年)
- 金城龍彦 (2000年)
- 内川聖一 (2008年)
- トニ・ブランコ (2013年)
- 宮崎敏郎 (2017年,2023年)
- 佐野恵太 (2020年)
- タイラー・オースティン (2024年)

### 最多本塁打
- 青田昇 (1956年,1957年)
- 桑田武 (1959年)
- カルロス・ポンセ (1988年)
- タイロン・ウッズ (2003年,2004年)
- 村田修一 (2007年,2008年)
- 筒香嘉智 (2016年)
- ネフタリ・ソト (2018年,2019年)

### 最多打点
- 桑田武 (1961年)
- カルロス・ポンセ (1987年,1988年)
- ラリー・シーツ (1992年)
- ロバート・ローズ (1999年)
- トニ・ブランコ (2013年)
- 筒香嘉智 (2016年)
- ホセ・ロペス (2017年)
- ネフタリ・ソト (2019年)
- 牧秀悟 (2023年)

### 最多盗塁
- 近藤和彦 (1961年)
- 中塚政幸 (1974年)
- 高木豊 (1984年)
- 屋鋪要 (1986年,1987年,1988年)
- 石井琢朗 (1993年,1998年,1999年,2000年)
- 梶谷隆幸 (2014年)

### 最多安打
- 石井琢朗 (1998年,2001年)
- ロバート・ローズ (1999年,2000年)
- 内川聖一 (2008年)
- ホセ・ロペス (2017年)
- 佐野恵太 (2022年)
- 牧秀悟 (2023年)

### 最高出塁率
- ロバート・ローズ (1997年)
- 内川聖一 (2008年)

## 投手タイトル

### 最優秀防御率
- 秋山登 (1960年)
- 平松政次 (1979年)
- 斉藤明夫 (1982年)
- 盛田幸妃 (1992年)
- 三浦大輔 (2005年)

### 最多勝利
- 平松政次 (1970年,1971年)
- 野村収 (1978年)
- 遠藤一彦 (1983年,1984年)
- 野村弘樹 (1993年)
- 東克樹 (2023年)

### 最高勝率
- 東克樹 (2023年)

### 最多奪三振
- 斎藤隆 (1996年)
- 三浦大輔 (2005年)
- 門倉健 (2005年)
- 今永昇太 (2023年)

### 最多セーブ投手
- 斉藤明夫 (1983年,1986年)
- 佐々木主浩 (1992年,1995年,1996年,1997年,1998年)
- 山﨑康晃 (2018年,2019年)

### 最優秀中継ぎ投手
- 島田直也 (1997年)
- 木塚敦志 (2001年)
- 加藤武治 (2006年)

## 表彰

### ゴールデングラブ賞
- ジョン・シピン (二塁手部門：1972年,1973年)
- クリート・ボイヤー (三塁手部門：1973年)
- 山下大輔 (遊撃手部門：1976年,1977年,1978年,1979年,1980年,1981年,1982年,1983年)
- 基満男 (遊撃手部門：1980年)
- 高木豊 (遊撃手部門：1983年)
- 屋鋪要 (外野手部門：1984年,1985年,1986年,1987年,1988年)
- 山崎賢一 (外野手部門：1989年,1990年)
- R.J.レイノルズ (外野手部門：1991年)
- 石井琢朗 (三塁手部門：1993年,1994年,1995年、遊撃手部門：1998年)
- 駒田徳広 (一塁手部門：1994年,1995年,1996年,1997年,1998年,1999年)
- 進藤達哉 (三塁手部門：1997年,1998年,1999年)
- ロバート・ローズ (二塁手部門：1998年)
- 金城龍彦 (外野手部門：2005年,2007年)
- 荒波翔 (外野手部門：2012年,2013年)
- ホセ・ロペス (一塁手部門：2016年,2017年,2018年,2019年)
- 桑原将志 (外野手部門：2017年)
- 宮崎敏郎 (三塁手部門：2018年)
- 山本祐大 (捕手部門：2024年)

### ベストナイン
- 青田昇 (外野手部門：1956年,1957年)
- 秋山登 (投手部門：1960年,2013年)
- 土井淳 (捕手部門：1960年)
- 近藤和彦 (一塁手部門：1960年、外野手部門：1961年,1962年,1963年,1964年,1967年)
- 重松省三 (外野手部門：1964年)
- 平松政次 (投手部門：1970年,1971年)
- 江尻亮 (外野手部門：1970年,1973年)
- ジョン・シピン (二塁手部門：1972年,1973年)
- フェリックス・ミヤーン (二塁手部門：1979年)
- 基満男 (二塁手部門：1980年)
- 山下大輔 (遊撃手部門：1981年)
- 長崎啓二 (外野手部門：1982年)
- 遠藤一彦 (投手部門：1983年)
- 高木豊 (遊撃手部門：1985年、二塁手部門：1990年,1991年)
- カルロス・ポンセ (外野手部門：1987年,1988年)
- ジム・パチョレック (外野手部門：1988年,1990年)
- 山崎賢一 (外野手部門：1989年)
- R.J.レイノルズ (外野手部門：1991年)
- ラリー・シーツ (外野手部門：1992年)
- ロバート・ローズ (二塁手部門：1993年,1995年,1997年,1998年,1999年,2000年)
- 石井琢朗 (遊撃手部門：1997年,1998年,1999年,2000年,2001年)
- 鈴木尚典 (外野手部門：1997年)
- 佐々木主浩 (投手部門：1998年)
- 谷繁元信 (捕手部門：1998年)
- 駒田徳広 (一塁手部門：1998年)
- タイロン・ウッズ (一塁手部門：2004年)
- 内川聖一 (一塁手部門：2008年、外野手部門：2009年)
- 村田修一 (三塁手部門：2008年)
- トニ・ブランコ (一塁手部門：2013年)
- 筒香嘉智 (外野手部門：2015年,2016年,2017年)
- ホセ・ロペス (一塁手部門：2017年)
- 宮崎敏郎 (三塁手部門：2017年,2018年)
- ネフタリ・ソト (外野手部門：2018年,2019年)
- 佐野恵太 (外野手部門：2020年,2022年)
- 牧秀悟 (二塁手部門：2022年)

### MVP
- 秋山登 (1960年)
- 佐々木主浩 (1998年)

### 交流戦MVP
- 該当者なし

### オールスターゲームMVP
- 近藤和彦 (1963年第1戦)
- 高木豊 (1985年第1戦)
- ロバート・ローズ (1999年第1戦)
- 金城龍彦 (2005年第1戦)
- 筒香嘉智 (2016年第1戦)
- 牧秀悟(2024年第1戦)

### 最優秀新人(新人王)
- 秋山登 (1956年)
- 桑田武 (1959年)
- 高橋重行 (1964年)
- 斉藤明雄 (1977年)
- 金城龍彦 (2000年)
- 山崎康晃 (2015年)
- 東克樹 (2018年)

### カムバック賞
- 該当者なし

### 沢村賞
- 平松政次 (1970年)
- 遠藤一彦 (1983年)

### 最優秀バッテリー賞
- 1998年：佐々木主浩,谷繁元信
- 2023年：東克樹,山本祐大

### 月間MVP
- ジョン・シピン (1975年7月)
- 田代富雄 (1977年4月,1980年5月)
- 山下大輔 (1981年6月)
- 遠藤一彦 (1983年9月,1985年6月)
- ジム・パチョレック (1988年7月,1990年8月,1991年9月)
- 清水義之 (1991年4月)
- 佐々木主浩 (1991年7月,1997年8月,1998年6月・9月)
- 盛田幸妃 (1992年8月)
- グレン・ブラッグス (1993年6月)
- ロバート・ローズ (1995年7月,1999年6月)
- 佐伯貴弘 (1996年3・4月）
- 斎藤隆 (1996年3・4月)
- 鈴木尚典 (1997年7月)
- 波留敏夫 (1998年7月)
- 川村丈夫 (1999年6月)
- 金城龍彦 (2000年7月)
- 三浦大輔 (2000年8月,2005年8月,2007年7月,2014年8月)
- 木塚敦志 (2001年7月)
- 吉見祐治 (2002年9月)
- タイロン・ウッズ (2003年5月)
- 村田修一 (2003年9月,2008年7月)
- 内川聖一 (2008年8月)
- 山口俊 (2009年4月,2014年6月・9月)
- アレックス・ラミレス (2012年7月)
- トニ・ブランコ (2013年3・4月)
- 井納翔一 (2014年5月)
- 梶谷隆幸 (2015年3・4月,2020年9月)
- 筒香嘉智 (2015年5月,2016年7月,2017年8月)
- 石田健大 (2016年5月)
- ホセ・ロペス (2016年9月,2019年7月)
- 桑原将志 (2017年7月)
- ネフタリ・ソト (2018年9・10月)
- 今永昇太 (2019年5月,2022年8月)
- 山崎康晃 (2019年7月)
- 佐野恵太 (2020年8月,2024年7月)
- タイラー・オースティン (2020年10・11月,2021年6月,2024年8月)
- 牧秀悟 (2021年10・11月,2022年5月,2023年8月)
- 宮﨑敏郎 (2023年3・4月)
- トレバー・バウアー (2023年6月,8月)
- 東克樹 (2023年9・10月,2024年8月)

## ポストシーズン

### クライマックスシリーズMVP
- ホセ・ロペス (2017年)
- 戸柱恭孝 (2024年)

### 日本シリーズMVP
- 近藤昭仁 (1960年)
- 鈴木尚典 (1998年)
- 桑原将志 (2024年)